# Festival Amazonas de Jazz
O Festival Amazonas de Jazz é um festival brasileiro de música realizado no município de Manaus, capital do estado do Amazonas. O festival realiza-se anualmente no mês de julho, ocorrendo no Teatro Amazonas.

## História
O Festival Amazonas de Jazz acontece desde o ano de 2006 no Teatro Amazonas. O festival também tem foco em atividades de oficinas que acontece durante a realização do evento.

Com o apoio do governo do estado, as diversas manifestações do jazz contemporâneo, que envolve composições brasileiras, americanas e caribenhas são apresentadas no Festival, tendo como o objetivo à promoção do estado do Amazonas e, como meta, incluir a capital do amazonas, dentro do roteiro dos grandes festivais internacionais do gênero.